# Gom (substantie)
Een gom is een natuurlijk polysacharide.
Gommen worden gebruikt om de viscositeit van een vloeistof te verhogen. Ze worden nogal eens verward met harsen, maar verschillen ervan doordat gommen in water oplosbaar zijn.
Gommen worden gebruikt als verdikker en stabilisator in onder andere levensmiddelen, cosmetica en technische producten als verf en lijm.

## Voorbeelden
Voorbeelden van gommen zijn:
- Carrageen (E407)
- Chicle van de sapodilla, de oorspronkelijke basis voor kauwgom
- Guargom, een in guarpitmeel voorkomende gom
- Arabische gom en acaciagom (E414)
- Tragacanthgom (E413)
- Natriumalginaat (E401)
- Xanthaangom (E415)